# Cantonul La Brède
Cantonul La Brède este un canton din arondismentul Bordeaux, departamentul Gironde, regiunea Aquitania, Franța.

## Comune
- Ayguemorte-les-Graves
- Beautiran
- La Brède (reședință)
- Cabanac-et-Villagrains
- Cadaujac
- Castres-Gironde
- Isle-Saint-Georges
- Léognan
- Martillac
- Saint-Médard-d'Eyrans
- Saint-Morillon
- Saint-Selve
- Saucats